# Бронзовка Карелина
Бронзовка Карелина (Protaetia karelini) — жук из семейства пластинчатоусых (Scarabaeidae).

## Этимология названия
Видовое название дано в честь русского естествоиспытателя и путешественника XIX века Григория Силыча Карелина (прадеда поэта Александра Блока по бабушке).

## Описание
Длина 14—21 мм. Окраска блестящая, сверху бронзово-зелёная с красноватым отливом. Нижняя сторона тела и ноги зеленого цвета. Белый мраморный рисунок сильно развит. Тело выпуклое и широкое. Наличник сильно приподнят спереди, посредине с глубокой выемкой, покрыт густыми крупными, глубокими точками. Оставшаяся часть головы покрыта в более крупных густых и глубоких точках. Переднеспинка сильно поперечная, сужена кпереди, покрыта густыми, довольно крупными точками. Щиток у самого основания в немногочисленных точках. Надкрылья широкие. Шовный промежуток несколько приподнят, отделен снаружи по всей длине рядом крупных точёк. Ребра надкрылий довольно слабо выраженные, но явственные, прерваны углубленными поперечными белыми пятнами. Надкрылья в редких довольно длинных прилегающих белых волосках и очень многочисленных белых пятнах, образующих мраморный рисунок и порой занимающими большую часть надкрылий. На околощитковом пространстве пятна являются более редкими, а иногда почти отсутствуют. Пигидий слабовыпуклый, покрытый в густых
грубых морщинках, довольно длинных приподнятых волосках и в очень больших белых пятнах, которые занимают большую его часть.

## Ареал
Европейская часть России от крайнего юго-востока лесостепи, Казахстан, Средняя Азия. Западная граница ареала вида проходит несколько восточнее нижнего течения Волги. Южная граница ареала огибает северный и восточный берег Каспийского моря, далее идет к Большим Бахланам, далее на северо-восток до южного побережья Аральского моря, огибая его до Сыр-Дарьи, откуда идет до Самарканда и озера Иссык-Куль и Кульджи. Восточная граница ареала проходит от Зайсанкой котловины через Тарбагатай, озеро Алакуль, до Кульджи.

## Биология
Вид связан с полупустынями и отчасти с пустынями — преимущественно в низменностях, но также и в горах, где поднимается до высоты 1800 метров над уровнем моря. В сухих степях и полупустынях Казахстана встречается очень часто. Жуки встречаются с середины марта по сентябрь. Встречаются на различных цветках, иногда на зрелых плодах фруктовых деревьев. Личинки живут в почве, часто выводятся в норах сурков и сусликов, где питаются детритом.